# The Girlfriend Experience
The Girlfriend Experience är en amerikansk dramafilm från 2009 regisserad av Steven Soderbergh.
En TV-serie baserad på filmen gick i tre säsonger.

## Handling
Filmen utspelar sig i anslutning till presidentvalet i USA 2008. Christine jobbar som eskort under pseudonymen Chelsea. Hon har specialiserat sig på så kallade "flickvänsupplevelser", det vill säga att hon låtsas vara klientens flickvän i utbyte mot pengar. Hon märker att hennes kunder är bekymrade över den Stora recessionen, vilket också påverkar deras efterfrågan för hennes tjänster. Hon intervjuas även av en journalist som frågar henne om hennes arbete och privatliv.

## Rollista (i urval)
| Sasha Grey | – Christine, alias Chelsea |